# Enciclopedia Sovietica Georgiana
L'Enciclopedia Sovietica Georgiana (in georgiano ქართული საბჭოთა ენციკლოპედია?, kartuli sabch'ota entsik'lop'edia, abbreviato in ქსე KSE) è la prima enciclopedia universale in lingua georgiana, stampata a Tbilisi dal 1965, da una branca della Grande enciclopedia sovietica. L'enciclopedia comprende 11 volumi alfabetici e un dodicesimo dedicato esclusivamente alla RSS Georgiana, stampato sia in georgiano che in russo. Il principale autore ed esponente fu Irakli Abashidze.